# Polizeiruf 110: Der Einzelgänger
Der Einzelgänger ist ein deutscher Kriminalfilm von Helmut Nitzschke aus dem Jahr 1980. Der Fernsehfilm erschien als 64. Folge der Filmreihe Polizeiruf 110.

## Handlung
Der 19-jährige Frank Gobel ist ein Einzelgänger. Er lebt bei seiner Mutter, die sich die Wohnung mit ihrem Freund Hugo teilt, hat seine Lehre abgebrochen und mehrere Arbeitsstellen nach kurzer Zeit abgelehnt. Er weiß nicht, was er will und hat Interesse an nichts. Seine Zeit verbringt er mit seiner Freundin Marion, mit Freunden, aber auch beim Judotraining. Als er trotz mehrfacher Aufforderung dem Trainer keinen Arbeitsnachweis vorlegen kann, wird er vom Training ausgeschlossen. An der Haltestelle drängelt er sich vor Lehrausbilder Leonhard Schmidt, der gerade den Fahrplan studiert. Schmidts Unmutsäußerung reicht aus, um Frank gewalttätig werden zu lassen. Er schlägt Schmidt nieder und flieht anschließend. Das Paar Marianne und Klaus folgt dem Flüchtenden eine kurze Strecke im Auto, lässt ihn jedoch laufen. Klaus ist unsicher, wie er sich verhalten soll und beharrt am Ende darauf, nicht sicher zu sein, ob der Flüchtende wirklich der Täter war. Auch andere Zeugen, darunter das Ehepaar Kunze, verlassen den Tatort. Die beiden zurückbleibenden Zeugen alarmieren die Polizei.
Hauptmann Peter Fuchs und Leutnant Woltersdorf übernehmen die Ermittlungen. Leonhard Schmidt hat beim Schlag eine Fraktur der Schädelbasis erlitten, was als Täter zum Beispiel einen Karatekämpfer infrage kommen ließe. Beide Zeugen beschreiben den Täter als sehr groß und sehr kräftig, wobei die Altersangabe zwischen 22 und 29 Jahren schwankt. Auf dieser Basis suchen die Ermittler vergeblich nach dem Täter. Erst spät kann Marianne ihren Partner Klaus davon überzeugen, zur Polizei zu gehen. Marianne beschreibt den Täter als um die 20, eher schmal und mittelgroß. Sie kann außerdem genaue Angaben zur Haarfarbe, Frisur und Kleidung geben. Am Tatort fanden die Ermittler zudem einen Knopf, der möglicherweise von der Jacke des Täters stammt. Peter Fuchs und Leutnant Woltersdorf sind uneins, welcher Täterbeschreibung sie nachgehen sollen.
Frank wurde aufgrund seiner Lebenseinstellung von seiner Freundin verlassen. Wegen seiner plötzlichen Stimmungsumschwünge steht ihm auch der Freundeskreis zunehmend kritisch gegenüber. Seine aktuelle Stelle im Tiefbau hat er aufgegeben, weil ihm die Arbeit nicht zusagte. Auf der Geburtstagsfeier seiner Mutter sieht er sich mit der Kritik seiner beiden älteren Brüder konfrontiert, wird jedoch von der Mutter verteidigt. Gleichzeitig zeigt sich, dass Franks Verhältnis zum Lebensgefährten der Mutter, Hugo, gespannt ist. Frustriert verlässt Frank nach einiger Zeit die Feier. Auf der Straße trifft er auf eine Gruppe, die angetrunken von einer Faschingsfeier kommt. Als er einen der Männer anrempelt und dieser überrascht reagiert, schlägt Frank ihn nieder. Das Opfer kann Frank auf der Wache beschreiben, und Peter Fuchs und Leutnant Woltersdorf ziehen eine Parallele zu ihrem Fall. Die Beschreibung stimmt mit der überein, die Marianne ihnen vom Täter gegeben hatte. Mit neuem Phantombild und neuer Täterbeschreibung gehen die beiden Ermittler erneut die Sport- und Jugendclubs ab, und tatsächlich erkennt der Judotrainer so Frank, den er auf Bitten der Familie Gobel wieder am Training hat teilnehmen lassen. Frank ist gerade vor Ort und wird zur Befragung mitgenommen. Er gibt die Taten zu und zeigt sich reumütig. Er wolle sich bei den Opfern schriftlich entschuldigen. Peter Fuchs entgegnet, dass das nicht ausreichen werde. Frank wird abgeführt. Leutnant Woltersdorf ist mit dem Ausgang unzufrieden und will mit Frank ein weiteres Mal reden. Ihm lasse der Fall keine Ruhe, meint er, und Peter Fuchs entgegnet, dass das auch nicht passieren dürfe.

## Produktion
Der Einzelgänger wurde ab Ende 1978 in Potsdam sowie im DEFA-Studio für Spielfilme gedreht. Die Kostüme des Films schuf Isolde Warscycek, die Filmbauten stammen von Werner Pieske. Der Film hatte am 18. Mai 1980 im 1. Programm des Fernsehens der DDR seine Premiere. Die Zuschauerbeteiligung lag bei 58,4 Prozent.
Es war die 64. Folge der Filmreihe Polizeiruf 110. Hauptmann Peter Fuchs ermittelte in seinem 40. Fall und Leutnant Woltersdorf in seinem 8. und letzten Fall. DEFA-Regisseur Helmut Nitzschke führte in Der Einzelgänger zum ersten Mal in einem Polizeiruf Regie. Die ungewöhnliche Länge des Films von 48 Minuten lässt darauf schließen, dass „ganz offenbar nur ein Fragment des ursprünglich geplanten Films“ gesendet wurde. Dies wurde unter anderem damit erklärt, dass Nitzschke mit dem Film „in den Leitungswechsel der Hauptabteilung dramatische Kunst und in den Prozeß des Konzeptionswechsels der Polizeiruf-Reihe hinein[geriet].“